# Liste deutscher Wörter aus indischen Sprachen
Die deutsche Sprache hat vor allem im Bereich Philosophie und Religion viele Begriffe aus dem indischen Sprachraum (Hindi, Sanskrit und Tamilisch) entlehnt, meist auf dem Weg über das Englische mit englischer Phonetik.
| In Deutsch geläufiges Wort | Indisches Original                   | Erklärung |
| -------------------------- | ------------------------------------ | --- |
| Avatar                     | अवतार, avatāra                        | Die wörtliche Bedeutung ist der Herabsteigende und bezeichnet einen Gott, der die Gestalt eines Menschen oder Tieres annimmt (aus dem Sanskrit) |
| Arier                      | आर्य, ārya                            | Die wörtliche Bedeutung ist Edler (aus dem Sanskrit) |
| Ashram                     | आश्म, āśrama                          | Das Wort bezeichnet ein klosterähnliches Meditationszentrum und bedeutet eigentlich Ort der Anstrengung. (aus dem Sanskrit) |
| Ayurveda                   | आयुर्वेद, āyurveda                      | Das Wort bezeichnet die traditionelle indische Heilkunst und bedeutet Wissen vom Leben. Der Wortteil veda ist urverwandt mit dem deutschen Wort Wissen. (aus dem Sanskrit) |
| Bambus                     | ಬಂಬು, baṃbu                            | Das Wort kam über das Indonesische und Malaiische über das Englische ins Deutsche. (Kannada) |
| Bhagwan                    | भगवत्, bhagavat (Nom.Sing.: bhagavan) | Bhagwan ist in Indien der Begriff für Herr (auch Gott) und heißt wörtlich übersetzt: „derjenige, der Glück oder Glückseligkeit besitzt“. In Deutschland hingegen wird der Begriff meist für Bhagwan Shree Rajneesh verwendet, der sich selbst diesen Titel verlieh. (aus dem Sanskrit)                      |
| Bungalow                   | বাংলো, bāṃlo                            | Die Bezeichnung für ein flach gebautes Haus nach bengalischer Art wurde von den britischen Kolonialherren übermittelt. (ursprünglich Bengalisch) |
| Chakra                     | चक्र, cakra                           | Energiezentren des Menschen, wörtl.: Rad (aus dem Sanskrit) |
| Chutney                    | चटनी, caṭnī                           | aus dem Englischen, würzige Soße der indischen Küche (ursprünglich Hindi) |
| Curry                      |                                      | aus dem Englischen, Kari bedeutet Soße (ursprünglich Tamilisch) |
| Dschungel                  | जंगल, jaṅgal                          | Das Wort für den tropischen Sumpfwald kommt über das Englische aus dem Hindi. Jangal bedeutet dort Wildnis. |
| Dinghy                     | ডিঙ্গি/ডিঙি, ḍiṅgi/ḍiṅi                   | kommt über das Englische aus dem Bengalischen: kleines Boot das auf einem größeren Schiff mitgeführt wird oder an diesem befestigt ist. |
| Guru                       | गुरु, guru                             | Spiritueller Lehrer (aus dem Sanskrit) |
| Himalaya                   | हिमालय, himālaya                       | Asiatisches Gebirge, wörtl.: Ort des Schnees (aus dem Sanskrit) |
| Ingwer                     | இஞ்சி, inchi                           | Das Küchengewürz hat seinen Namen entweder vom Tamilischen inchi (இஞ்சி) oder vom gleichlautenden Malayalam inchi (ഇഞ്ചി). |
| Kajal                      | काजल, kājal                           | Als Kosmetik zum Umranden der Augen verwendete schwarze Farbe (Hindi). |
| Katamaran                  | கட்ட மரம், kaṭṭa maram                 | Im Deutschen ein Segelboot mit doppeltem Rumpf. Im Tamilischen wörtlich: zusammengebundene Baumstämme. |
| Khaki                      | ख़ाकी, khākī                            | Dieses Hindi-Adjektiv bedeutet staub- oder erdfarben und geht auf das persische hak (= Staub) zurück. |
| Kopra                      | കൊപ്ര, koppara                         | Kopra ist das getrocknete Kernfleisch von Kokosnüssen, aus dem Kokosöl gewonnen wird. Der Name stammt aus dem Malayalam und bedeutet getrocknete Kokosnuss. |
| Kuli                       | कुली, kulī                             | Dieses Hindi-Wort bedeutet Lastenträger. Die linguistische Herkunft des Begriffs scheint jedoch umstritten, da es mitunter auch von den chinesischen Silben kǔlì (苦力 = bittere Kraft) abgeleitet wird. |
| Maharadscha                | महाराज, mahārāja                       | Maharaja heißt wörtlich Großfürst und leitet sich von den Wörtern maha (= groß) und raja (= Herrscher) her. (aus dem Sanskrit) |
| Mandala                    | मण्डल, maṇḍala                        | Das Wort Mandala stammt aus dem Sanskrit und bedeutet so viel wie Kreis. |
| Mango                      | மாங்காய், {{{1}}}                        | leitet sich aus dem tamilischen oder dem Malayalam-Wort für die Frucht her und wurde durch die Portugiesen übernommen. |
| Mantra                     | मन्त्र, mantra                         | Das Wort Mantra bedeutet wörtlich „Instrument des Denkens, Rede“ und bezeichnet in der Meditation eine kurze Wortfolge, die rezitiert wird (aus dem Sanskrit) |
| Nirvana                    | निर्वाण, nirvāṇa                        | Das Nirvana erreicht zu haben, bedeutet den Kreislauf der Wiedergeburten überwunden zu haben; wörtl.: Nicht-wehen (aus dem Sanskrit) |
| Orange                     | नारङ्ग, nāraṅgaḥ                       | Das Wort stammt ursprünglich aus dem Sanskrit und bedeutet Orangenbaum. Es gelangte über das Persische nārang, das Arabische nāranj, das Spanische naranja, das Spätlateinische arangia, das Italienische arancia oder arancio und das Altfranzösische orenge, in chronologischer Reihenfolge ins Deutsche. |
| Pagode                     | பகாவடி, pagavadi                       | Das Wort stammt möglicherweise aus dem Tamilischen und bedeutet Haus einer Gottheit. |
| Paria                      | பறையர், paṟaiyar                       | Von parayan: Angehöriger einer unberührbaren Kaste (ursprünglich Tamilisch: Trommler) |
| Pittas                     | పిట్ట, pitta                           | Familie in der Ordnung der Sperlingsvögel (Telugu); ursprüngliche Bedeutung: kleiner Vogel |
| Punsch                     | पाँच, pāñc                             | Das Getränk ist nach seinen fünf (panc) Grundbestandteilen benannt. (Hindi) |
| Pyjama                     | पजामा, pajāmā; auch पाजामा, pājāmā        | Das Wort für den zweiteiligen Schlafanzug wurde aus dem Hindustani ins Englische und von dort ins Deutsche entlehnt; letztlich ist es jedoch nicht indischen, sondern persischen Ursprungs. |
| Sari                       | सड़ी, saṛī                             | Kleidungsstück für Frauen (Hindi) |
| Shampoo                    | चाँपो, {{{1}}}                          | Das Wort kommt vermutlich von Hindi chāmpo (चाँपो), in der Imperativform „chāmpnā“ (चाँपना /tʃãːpnaː/), „kneten, massieren“. |
| Swastika                   | स्वस्तिक, svastika                      | Die wörtliche Bedeutung des Hakenkreuzsymbols ist su = gut und asti = es ist; auch „glücklich sein“ (aus dem Sanskrit) |
| Teak                       | தேக்கு, tekku                           | 30–40 m hohe Bäume mit großen Blättern, deren Holz sich gut für Schiffe, Gartenmöbel und andere Dinge eignet, die wetterfest sein müssen (von Tamilisch tekku, Malayalam: tekka und Kannada tegu) |
| Veranda                    | বারান্দা, bārāndā वरण्डा, varaṇḍā          | Überdachte Terrasse, Laubengang, Galerie. Das Deutsche entlehnte dieses Wort über das Englische aus dem Bengalischen oder auch dem Hindi, wo es aber wiederum wohl selbst ein Lehnwort aus dem Spanischen oder Portugiesischen darstellt.                                                                   |
| Yoga                       | योग, yoga                             | Das Wort ist verwandt mit dem deutschen Wort Joch und bedeutet Vereinigung, Anspannen, Anschirren (aus dem Sanskrit). Yoga ist ein Überbegriff für verschiedene Wege und Techniken, bei denen es um die Beziehung zwischen dem Individuum und dem Göttlichen geht.                                          |
| Zucker                     | शर्करा, śarkarā                        | Das Wort stammt aus dem Sanskrit und bedeutet wörtlich "süß". Es wurde als sukkar ins Arabische entlehnt und gelangte von dort in den europäischen Sprachraum. |